# Grauspitz
Grauspitz (en alemán Vordergrauspitz en algunos mapas) es la montaña más alta de Liechtenstein. La ruta más fácil a la cumbre asciende a lo largo del Hintergrauspitz (Schwarzhorn).

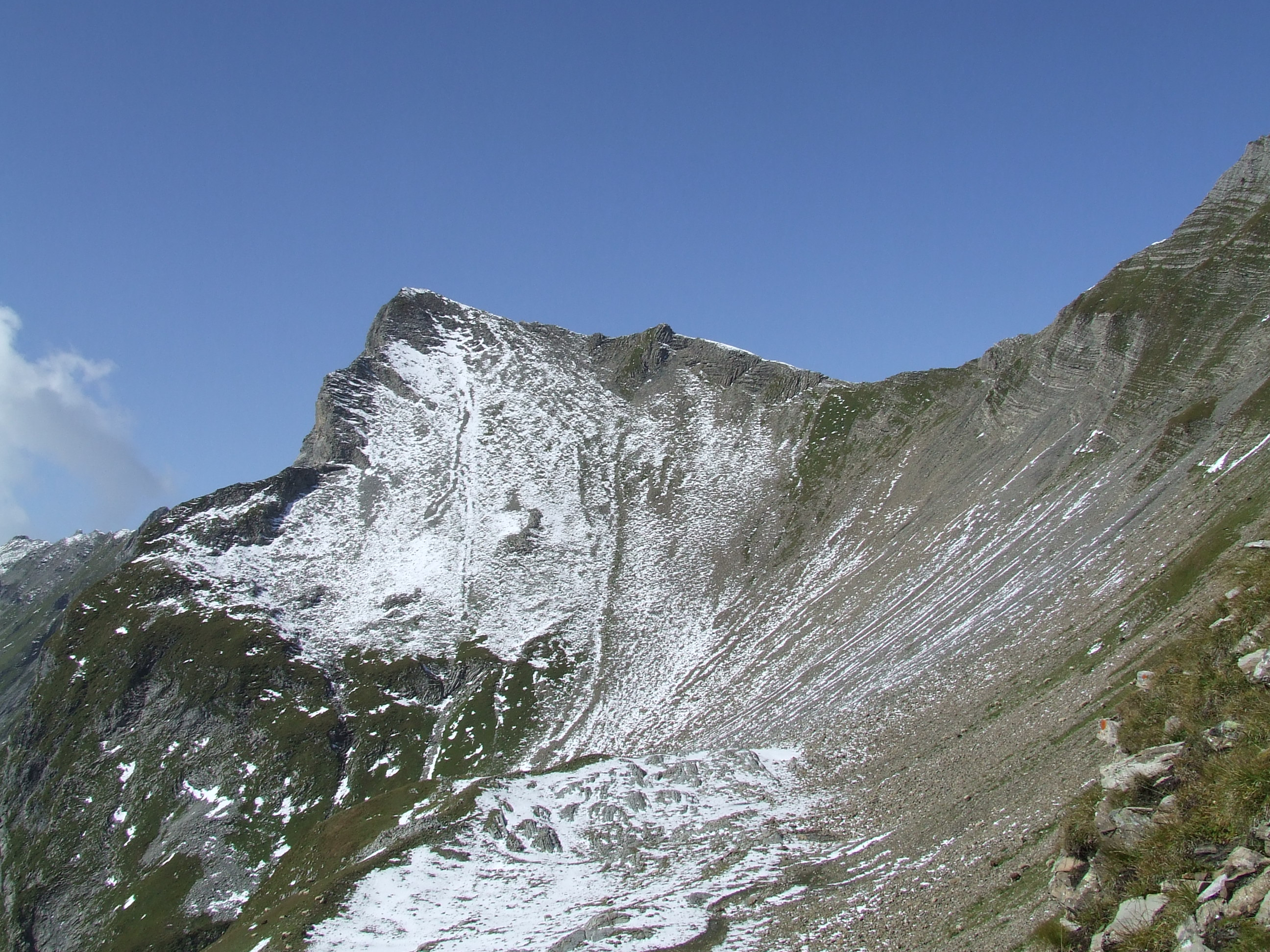
Vorder Grauspitz desde el este (el lado suizo).